# Landesverband jüdischer Gemeinden Sachsen-Anhalt
Der  Landesverband jüdischer Gemeinden Sachsen-Anhalt K.d.ö.R. ist ein Zusammenschluss von jüdischen Gemeinden in Sachsen-Anhalt  mit Sitz in Magdeburg. Er ist Mitglied im Zentralrat der Juden in Deutschland und umfasst die jüdischen Gemeinden in Dessau, Magdeburg und Halle. Mit 1266 Gemeindemitgliedern (Stand: 2020) ist er einer der kleineren Landesverbände innerhalb des Zentralrats. Die Mehrheit der Mitglieder lebt in Halle (537 Mitglieder; Stand: 2020). Die dortige Synagoge wurde an Jom Kippur 2019 Ziel eines schweren antisemitischen Anschlags. Vorsitzende des Landesverbandes ist seit Dezember 2024 Inessa Myslitska. Sie bekleidet zugleich das Amt der Vorstandsvorsitzenden der Synagogen-Gemeinde zu Magdeburg.
Das Verhältnis zwischen Sachsen-Anhalt und den dortigen jüdischen Gemeinden wurde erstmals am 23. März 1994 in einem Staatskirchenvertrag geregelt, der vom Land Sachsen-Anhalt und dem Landesverband jüdischer Gemeinden Sachsen-Anhalt unterzeichnet wurde. Am 20. März 2006 wurde ein neuer Staatsvertrag geschlossen, zu deren Unterzeichnern dieses Mal nicht nur der Landesverband, sondern auch die von ihm unabhängige Synagogengemeinde zu Halle e.V. gehörte.
Vorausgegangen war eine Klage der am 19. Februar 1997 in das Vereinsregister eingetragenen halleschen Synagogengemeinde gegen den Staatsvertrag von 1994. Dazu erging am 28. Februar 2002 ein Grundsatzurteil des Bundesverwaltungsgerichts, in dem entschieden wurde, dass in einem Staatsvertrag mit der jüdischen Gemeinschaft alle Gemeinden zu berücksichtigen seien, die innerhalb einer relevanten jüdischen Strömung Anerkennung gefunden hätten. Das galt vom 17. August 1999 bis 4. März 2011 für die Synagogengemeinde zu Halle, da sie in dieser Zeit als Mitglied der Union progressiver Juden in Deutschland (UPJ) auch der World Union for Progressive Judaism (WUPJ) angehörte. Das Oberverwaltungsgericht Magdeburg hat mit seiner Entscheidung vom 11. November 2004 das Urteil des Bundesverwaltungsgerichts ausgeführt und festgestellt, dass die Synagogengemeinde zu Halle berechtigt sei, an den Fördermitteln aus dem Staatsvertrag teilzuhaben.
Der erneuerte Staatsvertrag von 2006 wurde durch ein Gesetz des Landtages vom 4. August 2006 gebilligt. Demnach ist gegenüber dem Land der Landesverband weiterhin der Ansprechpartner für jüdische Belange.
Die Synagogengemeinde zu Halle ist am 4. März 2011 durch Austritt einem am 17. Januar 2011 eingeleiteten und am 10. April 2011 vollzogenen Ausschlussverfahren der Union Progressiver Juden in Deutschland zuvorgekommen. Anlass für dieses Verfahren war der Verdacht nicht ordnungsgemäßer Führung und Prüfung der Mitgliederlisten.